# 中国共产党江永县委员会
中国共产党江永县委员会（简称中共江永县委）是中国共产党在湖南省永州市江永县的领导机关。

## 沿革

### 反腐败工作
2015年4月29日晚上，向曙光、荣燕明、陈景茂等14人参加饭局一共消费白酒、菜品合计7707元，其中用餐的一名工作人员在当晚因酒精中毒死亡，6月，湖南省纪委决定给予陈景茂“党内警告”处分。
2021年4月19日，2021年4月19日，周立夫因涉嫌“严重违纪违法”接受湖南省纪委和监委的调查。2021年10月，周立夫因“拉帮结派；跑官买官；收受贿赂；权色、钱色交易；搞形象工程；利用职位给他人谋取利益”等问题遭到开除党籍、开除公职（双开）处分。

## 职责
根据《中国共产党地方委员会工作条例》，中国共产党地方委员会主要实行政治、思想和组织领导，承担下列职能：
1. 对本地区重大问题作出决策。
2. 通过法定程序使党组织的主张成为地方性法规、地方政府规章或者其他政令。
3. 加强对本地区宣传思想文化工作的领导，牢牢掌握意识形态工作领导权、话语权。
4. 按照干部管理权限任免和管理干部，向地方国家机关、政协组织、人民团体、国有企事业单位等推荐重要干部。
5. 支持和保证人大、政府、政协、法院、检察院、人民团体等依法依章程独立负责、协调一致地开展工作，发挥这些组织中党组的领导核心作用。
6. 加强对本地区群团工作和统一战线工作的领导。
7. 动员、组织所属党组织和广大党员，团结带领群众实现党的目标任务。

## 历任书记
| 姓名   | 就任日期  | 卸任日期   | 备注   |
| ------ | --------- | ---------- | ------ |
| 伍军   | 2009年7月 | 2011年12月 | [ 6 ]  |
| 陈景茂 | 2012年1月 | 2014年5月  | [ 7 ]  |
| 冯德校 | 2014年5月 | 2016年8月  | [ 8 ]  |
| 周立夫 | 2016年8月 | 2021年4月  | [ 9 ]  |
| 唐德荣 | 2021年7月 |            | [ 10 ] |